# Mas Agnès
Mas Agnès és una masia de Riudellots de la Selva (Selva) inclosa a l'Inventari del Patrimoni Arquitectònic de Catalunya.

## Descripció
Mas Agnès, conegut també com a Mas Anes, es troba molt a prop de la via del tren, al nord-est del nucli de Riudellots de la Selva, i gairebé al límit del terme municipal.
És un edifici de dues plantes, vessants a laterals i cornisa catalana amb ràfec de dues filades mixtes. El camí que porta a la casa, arriba a la façana posterior que és la que s'utilitza més per entrar a l'habitatge, però cal donar la volta per veure la façana principal. Aquesta té les obertures envoltades emb pedra monolítica, les de la planta baixa estan protegides per una reixa de ferro, i la porta principal té una inscripció a la llinda que diu: «AV 1692 VAN XFREV» (Joan Gifreu). La finestra central també porta una decoració inscrita a la llinda que representa dos arbres i una creu. Es conserva l'antic número del mas (34), a la dreta de la porta, així com un rellotge de sol restaurat. Just davant de la casa, hi ha una vorera feta de peces de tova i rajol.
A cada banda del cos principal hi ha un porxo, tots dos amb cairats de fusta i rajol. El de la dreta s'utilitza com a magatzem i el de l'esquerra com a menjador terrassa, amb taules i cadires. Són de construcció nova, com l'interior de l'habitatge que ha estat totalment reformat.
La façana posterior, no està arrebossada i s'aprecia la pedra del mur que és fosca. Hi ha una porta rectangular i estreta, protegida per una reixa metàl·lica. Les obertures són sis, de diferents mides, totes elles amb llinda de fusta menys una que és de pedra, les de la planta baixa tenen també una reixa de ferro al davant. La porta té dos esglaons i la llinda és de rajol.